# Čestmír Lang
Čestmír Lang (1851 Praha – 16. ledna 1914 Zahrádka) byl rakouský podnikatel v pivovarnictví a politik české národnosti z Čech, na konci 19. století poslanec Říšské rady.

## Biografie
Narodil se v Praze. Vystudoval vyšší reálnou školu v tehdejší Nikolandergasse. Pak absolvoval odbornou pivovarnickou školu. Pracoval na mnoha místech v pivovarnictví, v posledních letech jako ředitel Spolkové sladovny v Roudnici. Krátkou dobu byl nájemcem pivovaru v Dobrostan, pak se stal majitelem pivovaru v Zahrádce. Působil jako statkář a sládek v Zahrádce. Byl majitelem statků v Zahrádce a v obcích Přední Chlum a Zadní Chlum. V roce 1892 se stal členem okresního výboru v Sedlčanech.
V doplňovacích volbách roku 1890 byl zvolen na Český zemský sněm za kurii venkovských obcí, obvod Milevsko, Sedlec, Bechyně.
Byl i poslancem Říšské rady (celostátního parlamentu Předlitavska), kam usedl ve volbách roku 1891 za kurii venkovských obcí v Čechách, obvod Milevsko, Benešov atd. Ve volebním období 1891–1897 se uvádí jako Čestmír Lang, statkář, bytem Zahrádka.
Patřil mezi mladočeské politiky. Porazil staročeského kandidáta Václava Penka.
Zemřel v lednu 1914.